# Іматака
Гори Іматака — гори, що розташовані на північному заході Гаяни та північно-східній частині Венесуели.
Територія надзвичайно багата на лісові, водні та мінеральні ресурси. Відомі величезні поклади залізної руди. Поклади мангану знаходяться на північному заході Гаяни, а золото і алмази, серед інших корисних копалин, зустрічаються в районах Баріма, Мазаруні, Куюні і Потаро.

Гори Іматака відокремлюють систему річки Барама від Куюні.  Також з цих гір бере свій початок річка Барама.